# Jim Dodge
Jim Dodge, nacido en 1945 en Santa Rosa (California), es un novelista y poeta estadounidense. Ha publicado varias novelas y una colección de poesía.

## Biografía
Dodge creció en un ambiente militar (subcultura "military brat") en una base aérea. De adulto, vivió durante varios años en una comunidad casi autosuficiente en el condado californiano de Sonoma. Tuvo varios empleos como recolector de manzanas, colocador de moquetas, profesor, jugador profesional, pastor de ovejas, leñador y restaurador del medio ambiente. Obtuve un master en bellas artes en escritura creativa en un taller de escritores de la Universidad de Iowa en 1969. Desde 1995, ha sido director del programa de escritura creativa del Departamento de Inglés de la Humboldt State University (Arcata, California). Vive en Manila (California) con su mujer y su hijo.
Algunos ensayos de Dodge tratan del tema del biorregionalismo.

## Obras
- Fup, 1983.
- Not Fade Away, 1987. "Floorboard" George Gastin forma parte de la estafa de una aseguradora para destruir un Cadillac blanco del año 1959 que está en perfecto estado y pensado como regalo de un admirador al cantante The Big Bopper. Floorboard George tiene otros proyectos y cuando desaparece con el coche, gánsteres y policías salen en su búsqueda. En la carretera se va encontrando con personajes locos, autoestopistas y predicadores dementes mientras recorre muchos kilómetros y estados mentales en su búsqueda del auténtico espíritu del rock 'n' roll.
- Stone Junction, 1990. Novela.
- Rain on the River, 2002. Poemas y prosas de 1970 a 2001. Traducido al español por Antonio Rómar (Lluvia sobre el río, Salto de Página, 2017).

- Datos: Q1277990